# President de la Comunitat de Madrid
El President de la Comunitat de Madrid és escollit periòdicament per l'Assemblea de Madrid cada quatre anys, en eleccions conjuntes dels municipis i la comunitat. La Comunitat de Madrid és uniprovincial i aquesta és homònima, la província de Madrid. El President de la Comunitat té la representació suprema de la comunitat autònoma i la ordinària de l'Estat en la comunitat, així com lidera el Govern regional i designa els consellers i vicepresidents. Al llarg de la història de la Comunitat, des de la seva creació el 1983, set persones han ostentat la presidència de la comunitat. L'actual presidenta de la Comunitat de Madrid és Isabel Díaz Ayuso, del Partit Popular.

## Llista de Presidents/es de la Comunitat de Madrid
| Núm. | Nom                        | Inici | Fi         | Partit | Notes                                       |
| ---- | -------------------------- | ----- | ---------- | ------ | ------------------------------------------- |
| 1.   | Joaquín Leguina            | 1983  | 1995       | PSOE   | Primer president de la Comunitat de Madrid. |
| 2.   | Alberto Ruiz-Gallardón     | 1995  | 2003       | PP     |                                             |
| 3.   | Esperanza Aguirre          | 2003  | 2012       | PP     |                                             |
| 4.   | Ignacio González González  | 2012  | 2015       | PP     |                                             |
| 5.   | Cristina Cifuentes Cuencas | 2015  | 2018       | PP     |                                             |
| 6.   | Ángel Garrido              | 2018  | 2019       | PP     |                                             |
| 7.   | Isabel Díaz Ayuso          | 2019  | actualitat | PP     |                                             |